# 二宮漁港
二宮漁港（にのみやぎょこう）は、神奈川県中郡二宮町にある第1種漁港である。

## 概要
- 管理者 - 中郡二宮町
- 漁業協同組合 - 大磯二宮漁業共同組合※
- 組合員数 - 30名※（2001年（平成13年）12月）
- 漁港番号 - 2110125

※平成29年に大磯町漁業共同組合と合併し、「大磯二宮漁業共同組合」となった。
※組合員数の表記は当時の二宮町漁協のもの。

## 沿革
- 1988年3月31日 - 第1種漁港に指定

## 主な魚種
- シラス
- アジ類

## 主な漁業
- 引き網漁業（地引き網）
- 大型定置網漁業

## アクセス方法
- JR東海道本線 - 「二宮駅」